# Kristallchemie
Die Kristallchemie (κρύσταλλος (krýstallos) = Eis; χημεία (chemeia) = Chemie) ist eine Teildisziplin der Kristallographie und befasst sich mit den Zusammenhängen zwischen der chemischen Zusammensetzung kristalliner Stoffe und deren Strukturaufbau sowie den daraus folgenden physikalischen Eigenschaften. Sie ist damit das Verbindungsglied zwischen den Fachgebieten der Kristallographie und Chemie. Ein verwandtes Fachgebiet ist die Strukturchemie, die ein Teilgebiet der physikalischen Chemie ist, und die Festkörperchemie (Teilgebiet der Chemie).

„[Ziel der Kristallchemie ist es, ]…gesetzmäßige Beziehungen zwischen der chemischen Zusammensetzung und den physikalischen Eigenschaften kristalliner Stoffe festzustellen. Insbesondere ist es Aufgabe der Kristallchemie im engeren Sinne zu finden, in welcher Weise die Kristallstruktur von der chemischen Zusammensetzung abhängt.“

## Geschichte
Die Kristallchemie hat sich aus der Mineralogie (um 300 v. Chr. Theophrastus: „Über Steine“) und später der Kristallographie (1669 Nicolaus Steno: Winkelkonstanz an Bergkristallen) entwickelt. Im 19. Jahrhundert wurde die Entwicklung durch die Erfindung des Reflexionsgoniometers (William Hyde Wollaston 1809), die Entdeckung der Isomorphie und Polymorphie durch Eilhard Mitscherlich (1819) sowie der Enantiomorphie durch Louis Pasteur (1840) vorangetrieben.
Anfang des 20. Jahrhunderts folgte mit ersten Röntgenbeugungsversuchen an Kristallen (Walter Friedrich, Paul Knipping und Max von Laue 1912) ein wichtiger Schritt zur systematischen Kristallstrukturanalyse. 1923 bis 1926 stellte Goldschmidt, der als Mitbegründer der Kristallchemie gilt, seine Strukturprinzipien für einfache Verbindungen auf. Ihre Hauptregel lautet, wie angegeben in Geochemische Verteilungsgesetze der Elemente, VII, Seite 9:
„Die Kristallstruktur eines Stoffes ist bedingt durch Grösse und Polarisationseigenschaften seiner Komponenten; als Komponenten sind Atome (respektive Ionen) und Atomgruppen zu bezeichnen.“

## Grundlagen
Goldschmidt und Fritz Laves stellten die Raumfüllungspostulate für den Aufbau von stabilen Kristallstrukturen mit kleinstmöglicher Gitterenergie auf (die Atome/Ionen werden in diesen Postulaten rein geometrisch als starre Kugeln betrachtet):
- Raumprinzip: Die Atome/Ionen werden möglichst dicht gepackt
- Symmetrieprinzip: Der Kristall weist eine möglichst hohe Symmetrie auf
- Wechselwirkungsprinzip: Jedes Atom/Ion umgibt sich mit möglichst vielen Nachbarn.

Darüber hinaus spielt der Atom- oder Ionenradius eine Rolle, der je nach Bindungsart unterschiedlich sein kann. So kann z. B. bei einigen chemischen Verbindungen (etwa beim Mineral Olivin (Mg, Fe)2[SiO4]) der Kristallstrukturaufbau dadurch erklärt werden, dass eine Atomsorte eine dichteste Kugelpackung bildet und die anderen (kleineren) Atomsorten die übrigbleibenden Lücken besetzen.
Die Art der chemischen Bindung in einem Kristall kann sein:
- homodesmisch (eine Bindungsart vorherrschend) oder
- heterodesmisch (stabile, isolierte Atomgruppen oder Komplexe, die wiederum in eine größere Einheit eingebettet sind).

Ein Beispiel für eine heterodesmische Verbindung ist der Pyrit FeS2 (kovalent zwischen den Schwefelatomen, ionar zwischen Schwefel und Eisen).
Für Kristalle mit vorwiegend ionischer Bindung (Ionenkristalle) gelten die Paulingschen Verknüpfungsregeln.

## Untersuchungsmethoden
Die wichtigsten Untersuchungsmethoden der Kristallchemie sind
- Methoden der Strukturanalyse auf Grundlage von z. B. Röntgen- oder Neutronenbeugung
- Methoden der analytischen Chemie (insbesondere die instrumentelle Analytik, zu der u. a. die Spektroskopie gehört)
- Methoden der physikalischen Chemie (Bestimmung von Phasendiagrammen und Phasentransformationen).

## Systematik
Die Kristallchemie teilt kristalline Verbindungen in Strukturtypen ein, die nach der Art der stöchiometrischen Verbindung und der Reihenfolge ihrer Entdeckung klassifiziert sind. Diese Einteilung geht auf den von Hermann und Ewald entwickelten Strukturbericht zurück. Die Stöchiometrie bzw. Bindungsart ist durch einen Buchstaben gekennzeichnet, die Reihenfolge der Entdeckung durchnummeriert (1, 2,…):
- A: Elemente (z. B. Au)
- B: AB-Verbindungen (z. B. NaCl)
- C: AB2-Verbindungen (z. B. FeS2)
- D: AnBm-Verbindungen (z. B. Al2O3)
- E: >2 Elemente ohne ausgesprochene Komplexbildung (z. B. CaTiO3)
- F: mit zwei- oder dreiatomigen Komplexen (z. B. NaNO2)
- G: mit vieratomigen Komplexen (z. B. Na2CO3)
- H: mit fünfatomigen Komplexen (z. B. Na2SO4)
- L: Legierungen (z. B. Amalgame)
- M: Mischkristalle (z. B. NaCl/AgCl)
- S: Silikate (z. B. Al2SiO5)

„C4“ zum Beispiel ist der „Rutil-Typ“ (TiO2), „E2“ ist der „Ilmenit-Typ“ (FeTiO3), der von der α-Al2O3-Struktur durch abwechselndes Ersetzen der Al-Schichten durch Fe und Ti abgeleitet werden kann.

## Fachzeitschriften
- Journal of Solid State Chemistry
- Acta Crystallographica - Section B: Structural Crystallography